# Cristóbal de Acuña
Cristóbal de Acuña (Burgos, 1597-Lima, 1675) fue un misionero jesuita español y cronista de Indias, autor de un famoso relato sobre la exploración del río Amazonas.
Entró a la Compañía de Jesús en marzo de 1613. En 1622 fue destinado a Paraguay donde llegó con otros 22 misioneros. Desde 1625 se le encuentra en Chile misionando entre los mapuches y en el Perú donde fundó la escuela de Cuenca. Hizo sus últimos votos en 1634 en Santiago de Chile. 
En 1639 formó parte de la expedición de Pedro Teixeira, quien exploraba por segunda vez la cuenca del Amazonas con el objetivo de cartografiar el territorio y evaluar sus riquezas. El viaje duró desde el 16 de febrero hasta el 12 de diciembre cuando llegaron a Pará. De vuelta a España, Acuña presentó al rey Felipe IV su obra Nuevo descubrimiento del Gran Río de las Amazonas en la que aconseja la conquista y evangelización de esa zona. Su minuciosa crónica de la expedición, una de las más importantes y completas sobre el Amazonas, se publicó en Madrid en 1641 y posteriormente fue traducida al francés (1682) y al inglés (1698, traducida de la versión francesa y no de la original española). La edición francesa fue la primera en incluir mapas basados en las descripciones de Acuña.
Acuña visitó Roma como procurador de los jesuitas y posteriormente, de vuelta en España, fue nombrado calificador de la Inquisición. Finalmente, regresó a las Indias Occidentales y se estableció en Lima, donde murió.